# Alto Bela Vista
Pour les articles homonymes, voir Alto (toponyme), Bela Vista (homonymie), Bela et Vista.
Alto Bela Vista est une ville brésilienne de l'ouest de l'État de Santa Catarina.

## Géographie
Alto Bela Vista se situe par une latitude de 27° 27′ 28″ sud et par une longitude de 51° 52′ 44″ ouest, à une altitude de 395 mètres.
Sa population était de 2 005 habitants au recensement de 2010. La municipalité s'étend sur 104 km2.
La ville se trouve à 503 km à l'ouest de la capitale de l'État, Florianópolis. Elle fait partie de la microrégion de Concórdia, dans la mésorégion Ouest de Santa Catarina.
La municipalité s'étend sur les rives du haut-Uruguay. Elle est également traversée par le rio do Peixe et rio Rancho Grande. Le relief est relativement accidenté.
Le climat est humide, avec une température moyenne annuelle de 17,9 °C. Les précipitations s'élèvent en moyenne à 1 413 mm par an, inégalement distribuées au cours de l'année.
Son IDH était de 0,795 en 2000 (PNUD).

## Histoire
Le premier colon à arriver dans la région s'appelle Vicente Duarte, qui, à travers la forêt, atteint en 1888 l'embouchure du riacho dos Vicentes. Le peuplement de la zone commence en 1910 dans la localité de Volta Grande et en 1912 vers Alto Bela Vista, avec l'arrivée de colons d'origine allemande et italienne venus du Rio Grande do Sul. Ces pionniers se consacrent principalement à l'agriculture et à l'élevage. Le district est créé en 1953 sous le nom de Volta Grande, rattaché à Concórdia. En 1992, il change de nom pour celui d'Alto Bela Vista et, le 4 juillet 1995, devient une municipalité à part entière,.

## Économie
L'économie de la municipalité est fondée sur l'agriculture (maïs et haricot) et l'élevage (bovin et porcin, pratiqués principalement dans de petites exploitations familiales.

## Culture et tourisme
La principale attraction touristique de la municipalité est le pont métallique sur la retenue de l'usine hydroélectrique d'Itá. Il relie Alto Bela Vista à Marcelino Ramos dans le Rio Grande do Sul. Construit en 1913, il mesure 458 m de longueur,.
Les fêtes qui sont célébrées dans la ville sont les suivantes :
- le 4 juillet, la fête de la municipalité ;
- la « fête du Kerb » (festa do Kerb en portugais), qui rappelle les traditions germaniques des premiers immigrants.

## Administration

### Liste des maires
Depuis son émancipation de la municipalité de Concórdia en 1997, Alto Bela Vista a successivement été dirigée par :
- Milton Vitor Rosset - 1997 à 2008 ;
- Sergio Luiz Schmitz - 2009 à 2012 ;
- Catia Tessmann Reichert - depuis 2013.

### Divisions administratives
La municipalité est constituée d'un seul district, siège du pouvoir municipal.

## Villes voisines
Alto Bela Vista est voisine des municipalités (municípios) suivantes :
- Concórdia ;
- Peritiba  ;
- Ipira ;
- Piratuba ;
- Marcelino Ramos dans l'État du Rio Grande do Sul.